# Janine Beckie
Janine Elizabeth Beckie (født 20. august 1994) er en kvindelig canadisk fodboldspiller, der spiller som angriber for Manchester City i FA Women's Super League og Canadas kvindefodboldlandshold, siden 2015. Hun er født i USA, men skiftede til canadisk statsborgerskab 2014.
Hum har tidligere spillet for Houston Dash og Sky Blue FC i NWSL, indtil hun skiftede til den engelske topklub Manchester City, i August 2018.
Hun var med til at vinde bronze ved Sommer-OL 2016 i Rio de Janeiro. I 2020, ved Sommer-OL 2020 i Tokyo, var hun også med til at vinde Canadas første OL-guldmedalje i kvindefodbold, efter finalesejr over Sverige.